# Extraordinary Cab Accident
«Чрезвычайные автомобильные аварии» (англ. Extraordinary Cab Accident) — немой короткометражный фильм Уолтера Буфа. Премьера состоялась в США 1903 года.

## Сюжет
Мужчина подскальзывается и падает на дорогу. Проезжающая конка с лошадьми случайно давит его и мужчина становится плоским, как блин. В итоге полицейские оштрафовали водителя конки.

## Художественные особенности
Трюки были взяты из фильмов Жоржа Мельеса. Техника фильма была в ранних фильмах Уолтера Буфа.

## Награды
Фильм записан на DVD в сборниках «Ранний кинотеатр» и «Р. У. Пол:1895-1908».